# رئاسة هاري إس. ترومان
بدأت رئاسة هاري إس. ترومان الثالثة والثلاثين للولايات المتحدة في 12 أبريل عام 1945، وذلك بعد وفاة سلفه فرنكلين دي. روزفلت، وانتهت في 20 يناير عام 1953. بقي ترومان نائبًا للرئيس لمدة 82 يومًا فقط حتى وفاة روزفلت ووصوله إلى الرئاسة. ترشح ترومان، الديمقراطي من ولاية ميزوري، لولاية كاملة مدتها أربع سنوات وفاز بها في انتخابات عام 1948. لم يترشح مرة أخرى في انتخابات عام 1952 بسبب شعبيته المنخفضة؛ وذلك على الرغم من إعفائه من التعديل الثاني والعشرين الذي صُدِّق عليه حديثًا. خلفه الجمهوري دوايت دي. أيزنهاور الذي هاجم إخفاقات ترومان.
كانت رئاسة ترومان نقطة تحول في الشؤون الخارجية، فانخرطت الولايات المتحدة في سياسة خارجية أممية وتخلت عن الانعزالية. وافق ترومان على القصفين الذريين على هيروشيما وناغازاكي خلال سنته الأولى في المنصب، ووافق لاحقًا على استسلام اليابان، والتي كانت بمثابة نهاية الحرب العالمية الثانية. ساعد ترومان في إنشاء الأمم المتحدة وغيرها من مؤسسات ما بعد الحرب في أعقاب الحرب العالمية الثانية. تدهورت العلاقات مع الاتحاد السوفيتي بعد عام 1945، ودخل البلدان بحلول عام 1947 فترة طويلة من التوتر والاستعداد للحرب المعروفة باسم الحرب الباردة، والتي تجنبا خلالها حرب قتالية ساخنة مع موسكو.
انفصل ترومان عن نائب رئيس روزفلت هنري أغارد والاس، الذي دعا إلى الصداقة مع موسكو. كان والاس مرشح الحزب الثالث للرئاسة من اليسار المتطرف في عام 1948. أصدر ترومان في عام 1947 مبدأ ترومان، الذي دعا الولايات المتحدة إلى منع انتشار الشيوعية من خلال المساعدات الخارجية لليونان وتركيا. وافق الكونغرس الذي يسيطر عليه الجمهوريون في عام 1948 على خطة مارشال، وهي حزمة مساعدات مالية ضخمة مصممة لإعادة بناء أوروبا الغربية. صممت إدارة ترومان وترأست إنشاء حلف الناتو في عام 1949، وهو تحالف عسكري من الدول الغربية مصمم لمنع التوسع الغربي للقوة السوفيتية.
اقترح ترومان أجندة ليبرالية محلية طموحة تُعرف باسم الصفقة العادلة. حظر الائتلاف المحافظ للجمهوريين والديمقراطيين الجنوبيين المحافظين جميع مبادراته تقريبًا. سيطر الجمهوريون على الكونغرس في انتخابات عام 1946 بعد موجة الإضراب في عام 1945-1946. عانى ترومان من هزيمة كبرى أخرى على يد الائتلاف المحافظ عندما أقر الكونغرس الثمانين قانون تافت-هارتلي ليصبح قانونًا بسبب حق النقض. عكست أيضًا بعض التشريعات المؤيدة لاتحاد العمال والتي كانت مركزية للصفقة الجديدة. حقق ترومان برنامجًا ليبراليًا جديدًا عندما أيد روبرت إيه. تافت، المتحدث الجمهوري المحافظ، بشكل غير متوقع قانون الإسكان لعام 1949. اتخذ ترومان موقفًا قويًا من الحقوق المدنية، وأمر بحقوق متساوية في الجيش لإثارة اشمئزاز السياسيين البيض في أعماق الجنوب. دعموا مرشح حزب «دكسيكرات» (الحزب الديمقراي لحقوق الدول) الثالث، ستروم ثورموند، في عام 1948. دفع ترومان لاحقًا من أجل دمج الجيش في خمسينيات القرن العشرين. أدت المخاوف من التجسس السوفيتي خلال فترة رئاسته إلى الخوف الأحمر. شجب ترومان أولئك الذين وجهوا اتهامات لا أساس لها من التعاطف مع السوفييت، ولكنه طهّر الموظفين الفيدراليين اليساريين الذين رفضوا نكران الشيوعية.
أرسل ترومان قوات أمريكية لمنع سقوط كوريا الجنوبية عندما غزت كوريا الشمالية الشيوعية كوريا الجنوبية في عام 1950. استقرت الحرب بعد النجاحات الأولية في طريق مسدود خلال السنوات الأخيرة من رئاسة ترومان. ترك ترومان منصبه كواحد من أكثر الرؤساء غير المحبوبين في القرن العشرين، ويرجع ذلك أساسًا إلى الحرب الكورية وقراره المثير للجدل حينها بإقالة الجنرال دوغلاس ماكارثر، مما أدى إلى خسارة فادحة في الدعم. شن أيزنهاور في انتخابات عام 1952 حملة ناجحة ضد ما وصفه بإخفاقات ترومان المتجسدة في «كوريا، والشيوعية والفساد». احتفظ ترومان بسمعة طيبة بين العلماء، وتحسنت سمعته العامة في نهاية المطاف في ستينيات القرن العشرين. صُنِّف ترومان عمومًا واحدًا من أعظم عشرة رؤساء في استطلاعات الرأي التي أجريت على المؤرخين وعلماء السياسة.

## نهاية الحرب العالمية الثانية
كانت دول الحلفاء، بقيادة الولايات المتحدة وبريطانيا العظمى والاتحاد السوفيتي، على وشك هزيمة ألمانيا بحلول أبريل عام 1945، ولكن اليابان ظلت خصمًا قويًا في حرب المحيط الهادئ. لم يكن ترومان على علم بالمبادرات الرئيسية المتعلقة بالحرب خلال فترة نيابته، بما في ذلك مشروع مانهاتن السري للغاية، والذي كان على وشك اختبار أول قنبلة ذرية في العالم. لم يخبر وزير الحرب هنري ستيمسون ترومان حتى 25 أبريل بتفاصيل القنبلة الذرية، التي كانت جاهزة تقريبًا، وذلك على الرغم من إخبار ترومان قبل مساء يوم 12 أبريل أن الحلفاء لديهم سلاح جديد شديد التدمير. استسلمت ألمانيا في 8 مايو عام 1945 منهية الحرب في أوروبا. تحول انتباه ترومان إلى المحيط الهادئ آملًا في إنهاء الحرب بأسرع وقت يمكن، وبأقل تكلفة في الأرواح أو الأموال الحكومية.
سافر ترومان إلى برلين مع اقتراب نهاية الحرب لحضور مؤتمر بوتسدام للقاء الزعيم السوفيتي جوزيف ستالين والزعيم البريطاني ونستون تشرشل بشأن تداعيات ما بعد الحرب العالمية الثانية. اتُخِذت العديد من القرارات الرئيسية في مؤتمر بوتسدام، ومن ضمنها تقسيم ألمانيا إلى أربع مناطق احتلال (بين القوى الثلاث وفرنسا)، ونقل حدود ألمانيا غربًا إلى خط أودر-نايسه، والاعتراف بالمجموعة المدعومة من الاتحاد السوفيتي باعتبارها الحكومة الشرعية لبولندا، وكان من المقرر تقسيم فيتنام عند خط العرض السادس عشر. وافق الاتحاد السوفيتي أيضًا على الشروع في غزو منشوريا التي تسيطر عليها اليابان. أُبلغ ترومان أثناء وجوده في مؤتمر بوتسدام أن اختبار ترينيتي للقنبلة الذرية الأولى في 16 يوليو كان ناجحًا. لمح ستالين إلى أن الولايات المتحدة على وشك استخدام نوع جديد من الأسلحة ضد اليابانيين. كان ستالين على علم بالفعل بمشروع القنبلة، والذي علم به من خلال التجسس قبل معرفة ترومان به بكثير، وذلك على الرغم من أن هذه كانت المرة الأولى التي يحصل فيها السوفييت رسميًا على معلومات حول القنبلة الذرية.
تجاهلت الحكومة اليابانية في أغسطس عام 1945 مطالب الاستسلام كما هو محدد في إعلان بوتسدام. وافق ترومان بدعم من معظم مساعديه على الجدول الزمني لخطط الجيش لإلقاء قنابل ذرية على مدينتي هيروشيما وناغازاكي اليابانيتين. قُصِفت هيروشيما في 6 أغسطس، وقُصِفت ناغازاكي بعد ثلاثة أيام، مما أدى إلى مقتل حوالي 135000 شخص. واجه 130000 آخرين الموت بسبب المرض الإشعاعي والأمراض الأخرى ذات الصلة بالقنابل في السنوات الخمس التالية. وافقت اليابان على الاستسلام في 10 أغسطس، بشرط ألا يُجبر الإمبراطور هيروهيتو على التنازل عن العرش. قبلت إدارة ترومان شروط الاستسلام هذه بعد بعض الجدل الداخلي.
أثار قرار إلقاء القنابل الذرية على هيروشيما وناغازاكي نقاشات طويلة الأمد. يجادل مؤيدو التفجيرات بأن التفجيرات أنقذت مئات الآلاف من الأرواح التي كان من الممكن أن تُفقد في غزو اليابان (عملية السقوط)، وذلك مع أخذ الدفاع الياباني القوي عن الجزر النائية بعين الاعتبار. أخبر ترومان أحد الصحفيين بعد مغادرته منصبه أن القصف الذري «حدث لإنقاذ 125000 شاب على الجانب الأمريكي و125000 على الجانب الياباني من القتل، وهذا ما فعله حقًا. أنقذت هذه التفجيرات أيضًا نصف مليون شاب على كلا الجانبين من التشوه مدى الحياة». جادل النقاد بأن استخدام الأسلحة النووية لم يكن ضروريًا، وذلك لأن التكتيكات التقليدية مثل إلقاء القنابل الحارقة والحصار يمكن أن تحفز اليابان على الاستسلام دون الحاجة إلى مثل هذه الأسلحة.